# گراده‌لگن
شهر گراده‌لگندر ایالت زاکسن-آنهالت در کشور آلمان واقع شده‌است.